# Дженніфер Сімпсон
Дженніфер Сімпсон (англ. Jennifer Simpson, нар. 23 серпня 1986, Вебстер Сіті, Айова, США) — американська легкоатлетка, що спеціалізується на бігу на середні дистанції, бронзова призерка Олімпійських ігор 2016 року, чемпіонка світу.

## Спортивна кар'єра

### Середня школа
Як учениця Середньої школи Ов'єдо, Сімпсон стала 5-разовою чемпіонкою з бігу і 3-разовою чемпіонкою штату з кросу. Також встановила шкільні рекорди Флориди в бігові на милю, дві милі, 5000 м і три милі. Посіла 3-тє місце на Чемпіонаті з бігу по пересіченій місцевості Foot Locker 2003 року, який проходив у Сан-Дієго, позаду переможниці Кейтлін Кальтенбах з Колорадо і Марі Лоуренс зі штату Невада. Продовжила сильно виступати і знову другий рік поспіль виграла це змагання з однаковим часом 17:27, ставши першою дівчиною у Флориді, яка двічі виграла Чемпіонат південного регіону Footlocker. Посіла 10-те місце в Сан-Дієго на чемпіонаті країни з бігу по пересіченій місцевості Footlocker cross country 2004 року.

### Коледж
2006 року в Колорадо Сімпсон виграла чемпіонат NCAA в бігові з перешкодами на відкритому повітрі, показавши час 9:53.04. Наступного року вона виграла Відкритий чемпіонат USATF в бігові з перешкодами з часом 9:34.64.
Показала 7-й результат у попередніх забігах на чемпіонаті світу ІААФ на відкритому повітрі в бігові з перешкодами з часом 9:51.04. Фінішувала 7-ою в цій самій дисципліні на чемпіонаті NCAA 2007 року з часом 9:59.81. На Drake Relays показала час 9:44.31. У квітні 2007 року посіла 4-те місце в Стенфорді на дистанції 5000 м з результатом 15:48.24.
На момент її участі в Олімпійських іграх 2008 Сімпсон навчалася в Колорадському університеті. На змаганнях U.S. trials Сімпсон пройшла відбір до олімпійської збірної США, посівши третє місце в бігові з перешкодами.
Першою серед американських жінок кваліфікувалася до фіналу олімпійських ігор в бігові з перешкодами, посівши в своєму попередньому забігові третє місце. У фіналі вона встановила новий національний рекорд 9:22.26 і посіла дев'яте місце.
2009 року вона встановила нові рекорди NCAA в бігові на милю, 3000 м і 5000 м у приміщенні, 1500 м, 3000 м з перешкодами і 5000 м на відкритому повітрі. Також оновила власний американський рекорд у бігу з перешкодами на чемпіонаті світу-2009 з часом 9:12:50, фінішувавши 5-ю.
Бувши передусім спеціалісткою в бігові з перешкодами, вона пробігла 1500 м на Префонтейн Класик 2009 з часом 3:59.90. На час змагань той виступ зробив її третьою-найшвидшою бігункою на 1500 м в історії американської легкої атлетики.
Сімпсон посіла п'яте місце на чемпіонаті світу-2009, встановивши новий рекорд Північної Америки 9:12.50. Також це найкращий час, показаний будь-якою спортсменкою з Америки. Вона стала чемпіонкою США 2009 року в бігові з перешкодами.
Попри те, що вона могла б підписати професійний контракт, Сімпсон повернулася до школи восени 2009 року, щоб змагатися в бігові по пересіченій місцевості. 31 жовтня 2009 року виграла змагання Big 12 в особистій першості, пробігши 6-кілометровий крос за 20 хвилин, 27.46 секунди. Вважалася однією з претенденток на перемогу в чемпіонаті NCAA з бігу по пересіченій місцевості 23 листопада 2009 року, але впала після того, як вела забіг упродовж перших миль. Зрештою завершила на 163-му місці. Стосовно цього Сімпсон сказала, що раптово відчула легке запаморочення.
Сімпсон виграла інаугуральну Нагороду Бауерман 2009 року. Її присуджують спортсменові року з легкої атлетики серед студентів американських коледжів.

### Професійна кар'єра
У січні 2010 року Сімпсон підписала багаторічний контракт з фірмою New Balance. Пізніше змінила тренера. Від Марка Ветмора з Колорадського університету перейшла до Джулі Бенсон з Академії повітряних сил.
Сімпсон пропустила більшу частину сезону 2010 року через реакцію на надмірне навантаження в її правому стегні. 8 жовтня 2010 року вийшла заміж за бігунаДжейсона Сімпсона.
Сильно розпочала сезон 2011 року, перемігши в бігові на милю і 3000 метрів на чемпіонаті США з легкої атлетики в приміщенні. Кваліфікувалася на Чемпіонат світу 2011, посівши друге місце на дистанції 1500 метрів на чемпіонаті США з легкої атлетики.
Сімпсон завоювала золоту медаль на дистанції 1500 метрів на чемпіонаті світу з часом 4:05:40. Вона обіграла таких суперниць як Ганна Інгленд і Наталія Родрігес. Її перше місце вважали несподіванкою. Вона стала першою американською переможницею в цій дисципліні після Мері Декер, яка виграла на першому чемпіонаті світу 1983 року.
1 липня 2012 року Сімпсон кваліфікувалася на літні Олімпійські ігри 2012, посівши третє місце в бігові на 1500 м на відбіркових змаганнях США. На Олімпійських іграх 2012 Сімпсон кваліфікувалася в півфінал на дистанції 1500 метрів з часом 4:13.89, але не потрапила у фінал. У грудні 2012 року вона оголосила про повернення до тренера Марка Ветмора.

### 2013
Сімпсон перемогла на дистанції 5000 м на відкритому чемпіонаті USATF, який проходив у Де-Мойн (Айова), показавши час 15:33.77. Змагання відбулись 23 червня за 35-градусної спеки.
15 серпня 2013 року завоювала срібну медаль на Чемпіонаті Світу 2013 в Москві на дистанції 1500 метрів з часом 4:02.99.
22 вересня 2013 року виграла Милю П'ятої авеню з часом 4:19.3.

### 2014

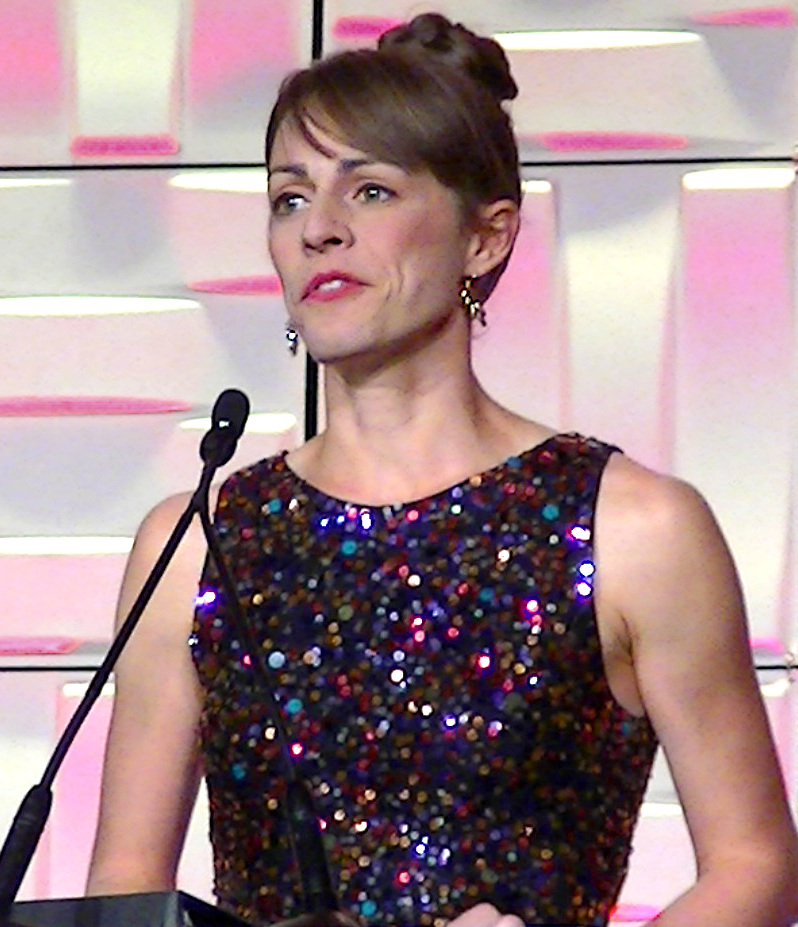
Дженні Сімпсон приймає нагороду, Джеккі Джойнер Керсі 2014 року

8 лютого Сімпсон посіла друге місце на Boston New Balance Indoor Grand Prix на дистанції 2 милі, після неправильного підрахунку її кіл, з часом 9:26.19.
Продовжила показувати стабільні результати, посівши 2-ге місце з результатом 27:57 на чемпіонаті США з бігу по пересіченій місцевості, який відбувся 15 лютого.
31 травня на Префонтейн Класик вона покращила свій особистий рекорд на дистанції 1500 метрів, показавши час 3:58.28. Виграла 1500 метрів на чемпіонаті США з легкої атлетики, пробігши дистанцію за 4:04.96. 4 липня стала 2-ю найшвидшою американкою на дистанції 1500 метрів, пробігши її за 3:57.22 на етапі Діамантової Ліги в Парижі. Завдяки двом перемогам наприкінці сезону, зокрема драматичному нирку на фініші Weltklasse Zürich вона виграла Діамантову Лігу 2014.
13 вересня 2014 року Сімпсон повторила свою перемогу на Милі П'ятої авеню з часом 4:19.4.
Наприкінці року її обрано переможницею премії Джеккі Джойнер Керсі.

### 2015
7 лютого Сімпсон виграла 2 милі на бостонському New Balance Indoor Grand Prix з часом 9:18.35, встановивши новий національний рекорд на 5 секунд попереду американського рекорду, який встановила була Реджіна Якобс 2002 року на цьому самому змаганні 9:23.38.
30 травня вона перемогла на Префонтейн Класик з результатом 4:00.28.
Виграла 1500 м на чемпіонаті США з легкої атлетики, який пройшов у місті Юджін (штат Орегон) з часом 4:14.86, і здобула право представляти США на дистанції 1500 м на Чемпіонаті Світу-2015 з легкої атлетики в Пекіні (Китай) у серпні.
На змаганнях Herculis Діамантової Ліги які відбулись на Стадіоні Луї II в Монако Сімпсон пробігла за 3:57.30, лише на 0.18 гірше від майже 32-річного рекорду США, який належав Мері Декер. Під час того самого забігу Шеннон Ровбері, яка посіла друге місце, на секунду випередила її й поліпшила національний рекорд до 3:56.29, а Гензебе Дібаба покращила світовий рекорд до 3:50.07.
На 1500 метрів в Пекіні, Китай, Сімпсон посіла 11-те місце у фіналі забігу на 1500 м, після того як загубила свій кросівок New Balance, показавши результат 4:16.28.
11 вересня у фіналі Діамантової Ліги, який проходив у Брюсселі, Сімпсон посіла 4-те місце в бігові на милю з часом 4:22.18, одразу позаду Шеннон Ровбері, яка показала результат 4:22.10.
13 вересня Сімпсон посіла 1-ше місце на New York Road Runners Fifth Avenue Mile з часом 4:29.0. До кінця року вона пробігла стандартні 3000 м на Чемпіонат світу в приміщенні, а також на етапі Діамантової Ліги в Цюриху.

### 2016
Сімпсон завоювала бронзову медаль у бігу на 1500 метрів на Олімпійських іграх-2016 в Ріо, ставши першою американкою, яка виграла олімпійську медаль у цій дисципліні.
3 вересня з результатом 4:18.3 посіла 1-ше місце на New York Road Runners Fifth Avenue Mile..

### 2017
9 липня на London Anniversary Games Сімпсон пробігла милю за 4:19.98, фінішувавши 5-ю позаду Хеллен Обірі, Лаури Муар, Вінні Чебет і Ангеліки Ціхоцької, встановивши особистий рекорд і другий найшвидший час в історії серед американок.
7 серпня Вона виграла свою другу срібну медаль чемпіонатів світу на дистанції 1500 метрів на Чемпіонат світу 2017, показавши час 4:02.76, менш ніж на 0,2 секунди позаду Фейт Кіп'єгон.

## Результати на змаганнях
| Рік  | Чемпіонат        | Місце проведення         | Місце | Дисципліна | Результат |
| ---- | ---------------- | ------------------------ | ----- | ---------- | --------- |
| 2008 | Олімпійські ігри | Пекін, Китай             | 9     | стипльчез  | 9:22.26   |
| 2009 | Чемпіонат світу  | Берлін, Німеччина        | 5     | стипльчез  | 9:12.50   |
| 2011 | Чемпіонат світу  | Тегу, Південна Корея     | 1     | 1500 м     | 4:05.40   |
| 2012 | Олімпійські ігри | Лондон, Велика Британія  | 11    | 1500 м     | 4:06.89   |
| 2013 | Чемпіонат світу  | Москва, Росія            | 2     | 1500 м     | 4:02.99   |
| 2015 | Чемпіонат світу  | Пекін, Китай             | 11    | 1500 м     | 4:16.28   |
| 2016 | Олімпійські ігри | Ріо-де-Жанейро, Бразилія | 3     | 1500 м     | 4:10.53   |
| 2017 | Чемпіонат світу  | Лондон, Велика Британія  | 2     | 1500 м     | 4:02.76   |